# Pomaderris sieberiana
Pomaderris sieberiana är en brakvedsväxtart som beskrevs av N. A. Wakefield. Pomaderris sieberiana ingår i släktet Pomaderris och familjen brakvedsväxter. Inga underarter finns listade i Catalogue of Life.